# Svetovidovia lucullus
Svetovidovia lucullus är en fiskart som först beskrevs av Jensen, 1953.  Svetovidovia lucullus ingår i släktet Svetovidovia och familjen Moridae. Inga underarter finns listade i Catalogue of Life.